# Rally de Córcega de 2019
El Rally de Córcega de 2019, oficialmente 62º CORSICA Linea Tour de Corse – Rallye de France, fue la cuarta ronda de la temporada 2019 del Campeonato Mundial de Rally. Se celebró del 28 al 31 de marzo y contó con un itinerario de catorce tramos que sumaban un total de 347,51 km cronometrados. Fue también la cuarta cita de los campeonato WRC 2 y WRC2 Pro.

## Lista de inscritos
| Num.                    | Piloto             | Copiloto           | Automóvil             | Equipo                  | Neumático |
| ----------------------- | ------------------ | ------------------ | --------------------- | ----------------------- | --------- |
| 1                       | Sébastien Ogier    | Julien Ingrassia   | Citroën C3 WRC        | Citroën Total WRT       | M         |
| 3                       | Teemu Suninen      | Marko Salminen     | Ford Fiesta WRC       | M-Sport Ford WRT        | M         |
| 4                       | Esapekka Lappi     | Janne Ferm         | Citroën C3 WRC        | Citroën Total WRT       | M         |
| 5                       | Kris Meeke         | Sebastian Marshall | Toyota Yaris WRC      | Toyota Gazoo Racing WRT | M         |
| 6                       | Dani Sordo         | Carlos del Barrio  | Hyundai i20 Coupe WRC | Hyundai Shell Mobis WRT | M         |
| 8                       | Ott Tänak          | Martin Järveoja    | Toyota Yaris WRC      | Toyota Gazoo Racing WRT | M         |
| 10                      | Jari-Matti Latvala | Miikka Anttila     | Toyota Yaris WRC      | Toyota Gazoo Racing WRT | M         |
| 11                      | Thierry Neuville   | Nicolas Gilsoul    | Hyundai i20 Coupe WRC | Hyundai Shell Mobis WRT | M         |
| 19                      | Sébastien Loeb     | Daniel Elena       | Hyundai i20 Coupe WRC | Hyundai Shell Mobis WRT | M         |
| 33                      | Elfyn Evans        | Scott Martin       | Ford Fiesta WRC       | M-Sport Ford WRT        | M         |
| 21                      | Kalle Rovanperä    | Jonne Halttunen    | Škoda Fabia R5        | Škoda Motorsport        | M         |
| 22                      | Łukasz Pieniążek   | Kamil Heller       | Ford Fiesta R5        | M-Sport Ford WRT        | M         |
| Fuente: tourdecorse.com |                    |                    |                       |                         |           |

## Resultados

### Itinerario
| Día                      | Tramo | Nombre                | Distancia | Ganador de la etapa | Automóvil             | Tiempo  | Líder de la general |
| ------------------------ | ----- | --------------------- | --------- | ------------------- | --------------------- | ------- | ------------------- |
| Día 1 (29 mar)           | SS1   | Bavella 1             | 17.60 km  | Elfyn Evans         | Ford Fiesta WRC       | 10:20.6 | Elfyn Evans         |
| Día 1 (29 mar)           | SS2   | Valinco 1             | 25.94 km  | Kris Meeke          | Toyota Yaris WRC      | 14:23.6 | Ott Tänak           |
| Día 1 (29 mar)           | SS3   | Alta-Rocca 1          | 17.37 km  | Ott Tänak           | Toyota Yaris WRC      | 10:05.2 | Ott Tänak           |
| Día 1 (29 mar)           | SS4   | Bavella 2             | 17.60 km  | Elfyn Evans         | Ford Fiesta WRC       | 10:17.5 | Elfyn Evans         |
| Día 1 (29 mar)           | SS5   | Valinco 2             | 25.94 km  | Elfyn Evans         | Ford Fiesta WRC       | 14:23.2 | Elfyn Evans         |
| Día 1 (29 mar)           | SS6   | Alta-Rocca 2          | 17.37 km  | Thierry Neuville    | Hyundai i20 Coupe WRC | 10:02.3 | Elfyn Evans         |
| Día 2 (30 mar)           | SS7   | Cap Corse 1           | 25.62 km  | Ott Tänak           | Toyota Yaris WRC      | 15:50.6 | Elfyn Evans         |
| Día 2 (30 mar)           | SS8   | Désert des Agriates 1 | 17.45 km  | Ott Tänak           | Toyota Yaris WRC      | 7:55.8  | Elfyn Evans         |
| Día 2 (30 mar)           | SS9   | Castagniccia 1        | 47.18 km  | Dani Sordo          | Hyundai i20 Coupe WRC | 29:45.0 | Ott Tänak           |
| Día 2 (30 mar)           | SS10  | Cap Corse 2           | 25.62 km  | Kris Meeke          | Toyota Yaris WRC      | 15:52.3 | Ott Tänak           |
| Día 2 (30 mar)           | SS11  | Désert des Agriates 2 | 17.45 km  | Thierry Neuville    | Hyundai i20 Coupe WRC | 7:57.6  | Elfyn Evans         |
| Día 2 (30 mar)           | SS12  | Castagniccia 2        | 47.18 km  | Thierry Neuville    | Hyundai i20 Coupe WRC | 29:24.4 | Thierry Neuville    |
| Día 3 (31 mar)           | SS13  | Eaux de Zilia         | 31.85 km  | Elfyn Evans         | Ford Fiesta WRC       | 15:47.2 | Elfyn Evans         |
| Día 3 (31 mar)           | SS14  | Calvi (Power Stage)   | 19.34 km  | Kris Meeke          | Toyota Yaris WRC      | 9:54.0  | Thierry Neuville    |
| Fuente: ewrc-results.com |       |                       |           |                     |                       |         |                     |

## Clasificación final
| World Rally Championship        | World Rally Championship | World Rally Championship | World Rally Championship | World Rally Championship | World Rally Championship | World Rally Championship | World Rally Championship |
| Pos.                            | Piloto                   | Copiloto                 | Automóvil                | Equipo                   | Neumático                | Tiempo                   | Puntos                   |
| ------------------------------- | ------------------------ | ------------------------ | ------------------------ | ------------------------ | ------------------------ | ------------------------ | ------------------------ |
| 1                               | Thierry Neuville         | Nicolas Gilsoul          | Hyundai i20 Coupe WRC    | Hyundai Shell Mobis WRT  | M                        | 3:22:59.0                | 25+2                     |
| 2                               | Sébastien Ogier          | Julien Ingrassia         | Citroën C3 WRC           | Citroën Total WRT        | M                        | +40.3                    | 18+1                     |
| 3                               | Elfyn Evans              | Scott Martin             | Ford Fiesta WRC          | M-Sport Ford WRT         | M                        | +1:06.6                  | 15                       |
| 4                               | Dani Sordo               | Carlos del Barrio        | Hyundai i20 Coupe WRC    | Hyundai Shell Mobis WRT  | M                        | +1:18.4                  | 12                       |
| 5                               | Teemu Suninen            | Marko Salminen           | Ford Fiesta WRC          | M-Sport Ford WRT         | M                        | +1:24.6                  | 10+3                     |
| 6                               | Ott Tänak                | Martin Järveoja          | Toyota Yaris WRC         | Toyota Gazoo Racing WRT  | M                        | +1:40.0                  | 8+4                      |
| 7                               | Esapekka Lappi           | Janne Ferm               | Citroën C3 WRC           | Citroën Total WRT        | M                        | +2:09.1                  | 6                        |
| 8                               | Sébastien Loeb           | Daniel Elena             | Hyundai i20 Coupe WRC    | Hyundai Shell Mobis WRT  | M                        | +3:39.2                  | 4                        |
| 9                               | Kris Meeke               | Sebastian Marshall       | Toyota Yaris WRC         | Toyota Gazoo Racing WRT  | M                        | +5:06.3                  | 2+5                      |
| 10                              | Jari-Matti Latvala       | Miikka Anttila           | Toyota Yaris WRC         | Toyota Gazoo Racing WRT  | M                        | +6:44.6                  | 1                        |
| World Rally Championship 2 Pro  |                          |                          |                          |                          |                          |                          |                          |
| Pos.                            | Piloto                   | Copiloto                 | Automóvil                | Equipo                   | Neumático                | Tiempo                   | Puntos                   |
| 1 (24.)                         | Łukasz Pieniążek         | Kamil Heller             | Ford Fiesta R5           | M-Sport Ford WRT         | M                        | 3:52:19.7                | 25                       |
| World Rally Championship 2      |                          |                          |                          |                          |                          |                          |                          |
| Pos.                            | Piloto                   | Copiloto                 | Automóvil                | Equipo                   | Neumático                | Tiempo                   | Puntos                   |
| 1 (11.)                         | Fabio Andolfi            | Simone Scattolin         | Škoda Fabia R5           | Fabio Andolfi            | P                        | 3:34:28.6                | 25                       |
| 2 (12.)                         | Nikolay Griazin          | Yaroslav Fedorov         | Škoda Fabia R5           | Nikolay Gryazin          | M                        | +3.9                     | 18                       |
| 3 (13.)                         | Kajetan Kajetanowicz     | Maciej Szczepaniak       | Volkswagen Polo GTI R5   | Kajetan Kajetanowicz     | P                        | +2:53.3                  | 15                       |
| 4 (14.)                         | Takamoto Katsuta         | Daniel Barritt           | Ford Fiesta R5           | Takamoto Katsuta         | P                        | +3:51.9                  | 12                       |
| 5 (15.)                         | Rhys Yates               | James Morgan             | Škoda Fabia R5           | Rhys Yates               | P                        | +3:58.5                  | 10                       |
| 6 (17.)                         | Sebastien Bedoret        | Thomas Walbrecq          | Škoda Fabia R5           | Sebastien Bedoret        | P                        | +9:02.9                  | 8                        |
| 7 (19.)                         | Guillaume De Mevius      | Martijn Wydaeghe         | Citroën C3 R5            | Guillaume De Mevius      | M                        | +17:16.2                 | 6                        |
| 8 (21.)                         | "Pedro"                  | Emanuele Baldaccini      | Ford Fiesta R5           | "Pedro"                  | P                        | +17:43.0                 | 4                        |
| 9 (30.)                         | Adrien Fourmaux          | Renaud Jamoul            | Ford Fiesta R5           | Adrien Fourmaux          | M                        | +23:50.6                 | 2                        |
| 10 (44.)                        | Pierre-Louis Loubet      | Vincent Landais          | Škoda Fabia R5           | Pierre-Louis Loubet      | M                        | +30:43.9                 | 1                        |
| Junior World Rally Championship |                          |                          |                          |                          |                          |                          |                          |
| Pos.                            | Piloto                   | Copiloto                 | Automóvil                | Equipo                   | Neumático                | Tiempo                   | Puntos                   |
| 1 (20.)                         | Julius Tannert           | Jürgen Heigl             | Ford Fiesta MK8 R2T      | ADAC Sachsen             | P                        | 3:52:10.0                | 25                       |
| 2 (22.)                         | Tom Kristensson          | Henrik Appelskog         | Ford Fiesta MK8 R2T      | Tom Kristensson          | P                        | +1.9                     | 18                       |
| 3 (25.)                         | Dennis Radström          | Johan Johansson          | Ford Fiesta MK8 R2T      | Dennis Rådström          | P                        | +25.8                    | 15                       |
| 4 (27.)                         | Jan Solans               | Mauro Barreriro          | Ford Fiesta MK8 R2T      | Rallye Team Spain        | P                        | +4:48.8                  | 12                       |
| 5 (31.)                         | Tom Williams             | Phil Hall                | Ford Fiesta MK8 R2T      | Tom Williams             | P                        | +6:36.7                  | 10                       |
| 6 (33.)                         | Roland Poom              | Ken Järveoja             | Ford Fiesta MK8 R2T      | Roland Poom              | P                        | +7:35.3                  | 8                        |
| 7 (34.)                         | Raul Badiu               | Gabriel Lazar            | Ford Fiesta MK8 R2T      | Raul Badiu               | P                        | +8:00.3                  | 6                        |
| 8 (36.)                         | Enrico Oldrati           | Elia De Guio             | Ford Fiesta MK8 R2T      | Enrico Oldrati           | P                        | +8:30.5                  | 4                        |
| 9 (38.)                         | Nico Knacker             | Tobias Braun             | Ford Fiesta MK8 R2T      | ADAC Weiser-Ems          | P                        | +9:36.9                  | 2                        |
| 10 (41.)                        | Fabrizio Zaldívar        | Fernando Mussano         | Ford Fiesta MK8 R2T      | Fabrizio Zaldívar        | P                        | +11:42.8                 | 1                        |
| Fuente: ewrc-results.com        |                          |                          |                          |                          |                          |                          |                          |

## Clasificaciones tras la carrera
| Posición | Piloto           | Puntos | Cambios de posición |
| -------- | ---------------- | ------ | ------------------- |
| 1        | Thierry Neuville | 82     | Crecimiento         |
| 2        | Sébastien Ogier  | 80     | Sin cambios         |
| 3        | Ott Tänak        | 77     | Decrecimiento       |
| 4        | Elfyn Evans      | 43     | Crecimiento         |
| 5        | Kris Meeke       | 42     | Decrecimiento       |

| Posición | Equipo                  | Puntos | Cambios de posición |
| -------- | ----------------------- | ------ | ------------------- |
| 1        | Hyundai Shell Mobis WRT | 114    | Crecimiento         |
| 2        | Citroën Total WRT       | 102    | Sin cambios         |
| 3        | Toyota Gazoo Racing WRT | 98     | Decrecimiento       |
| 4        | M-Sport Ford WRT        | 70     | Sin cambios         |